# François Georges Auguste Dauverné
François Georges Auguste Dauverné (16 février 1799 – 4 novembre 1874) est un trompettiste français. 

## Biographie
François Dauverné entre à l'âge de quinze ans dans la Musique des Gardes-du-Corps du Roi, puis est nommé trompettiste de l'orchestre de l'Académie royale de musique. En 1833, il est le premier professeur de trompette du Conservatoire de musique et de déclamation à Paris, où il eut comme élève Jean-Baptiste Arban. En 1857, il publie sa Méthode pour la trompette, l'un des premiers ouvrages didactique sur cet instrument.
Il prend sa retraite le 1er janvier 1859 et meurt à Paris le 4 novembre 1874.